# Église Saint-Michel de Saint-Michel-de-Bannières
L'église Saint-Michel de Saint-Michel-de-Bannières est une église catholique située dans la commune de Saint-Michel-de-Bannières, dans le département du Lot, en France.

## Historique
L'édifice est classé au titre des monuments historiques le 18 juillet 1994.
Plusieurs objets sont référencés dans la base Palissy.